# 2008年北京オリンピックのアルジェリア選手団
2008年北京オリンピックのアルジェリア選手団（2008ねんペキンオリンピックのアルジェリアせんしゅだん）は、2008年8月8日から8月24日にかけて中国の北京を主として開催された2008年北京オリンピックのアルジェリア選手団、およびその競技結果。

## 概要
今大会は銀メダル1個、銅メダル1個、合計2個のメダルを獲得した。

## メダル
| メダル | 選手名             | 競技 | 種目       |
| ------ | ------------------ | ---- | ---------- |
| 銀     | アマル・ベニクレフ | 柔道 | 男子90kg級 |
| 銅     | ソラヤ・ハダド     | 柔道 | 女子52kg級 |

## 種目別選手

### 陸上競技
- アリ・サイディ＝シエフ（男子5000m）予選敗退

### 水泳

#### 競泳
- Nabil Kebbab（男子100m自由形）
- Sofiane Daid（男子100m平泳ぎ・200m平泳ぎ）
- Mahrez Mebarek（男子200m自由形）

### 柔道
- Omar Rebahi（男子60kg級）
- Mounir Benamadi（男子66kg級）
- Amar Meridja（男子73kg級）
- アマル・ベニクレフ（男子90kg級 銀メダリスト）
- Hassane Azzoun（男子100kg級）
- Meriem Moussa（女子48kg級）
- ソラヤ・ハダド（女子52kg級 銅メダリスト）
- Lila Latrous（女子57kg級）
- Rachida Ouerdane（女子70kg級）